# Commoneria
Commoneria là một chi bướm đêm thuộc họ Tortricidae.

## Các loài
- Commoneria cyanosticha (Turner, 1946)